# Iwan Semjonowitsch Nikittschenko
Iwan Semjonowitsch Nikittschenko (russisch Иван Семёнович Никитченко; * 7. Januar 1902 in Kiew; † 24. Oktober 1958 in Moskau) war ein sowjetischer Szenenbildner.

## Laufbahn
Nikittschenko war Absolvent der Kiewer Kunsthochschule. In den frühen 1930er Jahren begann er, Filme des Meschrabpomstudios auszustatten und trat wenig später auch als Special Effects Designer in Erscheinung. 1938 drehte der Kiewer zusammen mit Wiktor Neweschin eine Adaption von Ruslan und Ljudmila. Beide schrieben außerdem mit Samuil Bolotin das Drehbuch, zugleich Nikittschenkos einzige Autorenschaft. Für Alexander Rou stattete er Der unsterbliche Kaschtschai (1944) aus. Zu Nikittschenkos letzten Projekten gehörte Das Feuer von Baku (1950) unter der Co-Regie von Iossif Cheifiz.
Er arbeitete bei einigen Filmen mit seinem Bruder Wladimir (* 15. Dezember 1908) zusammen. Ihr Schaffen für Igor Sawtschenkos Kriegsfilm Der dritte Schlag (1948) wurde 1949 mit dem Stalinpreis II. Klasse prämiert.